# Vailly-sur-Sauldre
 Vailly-sur-Sauldre  es una población y comuna francesa, situada en la región de  Centro, departamento de Cher, en el distrito de Bourges y cantón de Vailly-sur-Sauldre.

## Demografía
| 814 | 759 | 741 | 856 | 865 | 806 |
| Para los censos de 1962 a 1999 la población legal corresponde a la población sin duplicidades (Fuente: INSEE [Consultar]) |     |     |     |     |     |